# Myotis velifer
Myotis velifer is een zoogdier uit de familie van de gladneuzen (Vespertilionidae). De wetenschappelijke naam van de soort werd voor het eerst geldig gepubliceerd door J.A. Allen in 1890.

## Voorkomen
De soort komt voor in Belize, El Salvador, Guatemala, Honduras, Mexico en de Verenigde Staten.